# Berlinski zid
Berlinski zid (slovenska izgovarjava: [berlínski zít]; nemško Berliner Mauer, uradno ime nemško Antifaschistischer Schutzwall, v prevodu antifašistična zaščitna ovira), je bila prepreka, dolga preko 150 km, ki je med letoma 1961 in 1989 delila vzhodni in zahodni Berlin.

## Zgodovinsko ozadje
Po koncu druge svetovne vojne leta 1945 so si Združene države Amerike, Sovjetska zveza, Združeno kraljestvo in Francija razdelile Nemčijo in Berlin-glavno mesto nekdanjega nemškega rajha. Največji je bil sovjetski sektor, ki je pokrival večino vzhodnih mest. Istočasno se je začela tudi hladna vojna in prav Berlin se je znašel v sredini boja med Združenimi državami in Sovjetsko zvezo.
Ko je bila leta 1949 na zahodu ustanovljena Zvezna Republika Nemčija-ZRN (nemško: Bundesrepublik Deutschland, BRD) na eni strani in vzhodna Nemška demokratična republika-NDR (nemško Deutsche Demokratische Republik, DDR) pod taktirko Sovjetske zveze na drugi strani, so se začele zaostrovati tudi meje med obema stranema. Mejo med Zahodno in Vzhodno Nemčijo so sprva nadzirali le policisti, kasneje pa so na vzhodni strani postavili še ograjo. Takrat je bil Berlin uradno neodvisen od vzhodne in zahodne države, a v praksi je bilo precej drugače.
Z zaostritvijo odnosov v hladni vojni, so se močno zaostrili tudi varnostni ukrepi na meji. Meja tako še zdaleč ni bila več samo meja med dvema med seboj politično, gospodarsko in kulturno različnima si oblastema, ki sta si sovražno stali naproti.
Od ustanovitve NDR so se njeni prebivalci v velikem številu preseljevali v Zvezno republiko. Med letoma 1949 in 1961 je tako državo zapustilo približno 2,6 milijona prebivalcev. To je močno ogrožalo gospodarsko moč kot tudi obstoj vzhodne države, zato so na cestah proti zahodnemu Berlinu vztrajno pregledovali vsako »sumljivo« vozilo. Vzhodno državo so poleg tega ogrožali tudi zahodni Berlinčani, ki so na vzhodu z markami s črnega trga kupovali sorazmerno poceni in kvalitetna živila. Zid naj bi tako služil kot dokončna rešitev teh težav.

## Gradnja
Gradnja zidu je bila sprva državna skrivnost vzhodnonemške vlade, ki naj bi ga postavila na ukaz Enotne socialistične partije Nemčije (nemško Sozialistische Einheitspartei Deutschlands, SED), pod budnim očesom policije in vojske. Prvi sekretar SED Walter Ulbricht je na konferenci v vzhodnem Berlinu 15. junija 1961 na vprašanje zahodnonemške novinarke odgovoril:
Pravite, da so v zahodnem Berlinu ljudje, ki si želijo, da v NDR ustavimo gradbena dela, da ne bi postavili zidu, kaj ne? Ni mi znano, da bi takšni nameni sploh obstajali; gradbeni delavci se v Berlinu ukvarjajo zgolj z gradnjo stanovanj in njihovo delo je nadzorovano. Nihče nima namena zgraditi zidu!
Ulbricht je bil tako prvi, ki je do takrat pojem »zid« uporabil v takšnem pomenu besede - dva meseca preden je bil zid dejansko postavljen.
V noči med 12. in 13. avgustom 1961 so začeli pripadniki nacionalne vojske, policije in obmejne policije zapirati cestne povezave proti zahodu. Na mejnih prehodih so bile Sovjetske enote ves čas v bojni pripravljenosti in povezave med vzhodnim in zahodnim Berlinom so bile pretrgane.
156,4 km (po nekaterih podatkih 167 km) dolg Berlinski zid je mesto delil na dva dela. Ko je bil zahodni Berlin popolnoma obkoljen, se je ta nahajal kot otok sredi teritorija vzhodne Nemčije. Zid je dopolnjeval še obsežen varovalni sistem (bodeča žica, jarki, rešeta, kontrolna vozila, opazovalni stolpi in službeni psi), ki so ga skozi vsa leta nadgrajevali. Okoliške prebivalce so izselili in razstrelili bližnje cerkve, tako da je v premeru 100 metrov od zidu zevala praznina. V centru se je zid vlekel med drugimi neposredno mimo Brandenburških vrat (nemško Brandenburger Tor).
Za vzhodnonemške vojake, ki so stražili mejo, je veljal ukaz, ki je od njih zahteval, da preprečijo vsak poskus pobega, če ne drugače, tudi z ubojem, kar so tudi redno izvrševali. Erich Honecker, nadzornik gradnje Berlinskega zidu, je po odprtju avgusta 1961 izjavil: »V primeru poskusa pobega je treba nemudoma uporabiti strelno orožje, pohvaliti pa je treba tovariše, ki uporabijo orožje«. Ukaz za streljanje bežečih ljudi, ki ga je dal Honecker, se je imenoval Schießbefehl. Vojaki so bili poleg tega zadolženi tudi za preprečevanje vmešavanja zahodnonemškega tiska, ki je Berlinski zid in vse nepravilnosti, ki so se tam dogajale, budno nadziral, dokumentiral in jih tudi skušal preprečevati.

## Razdeljena dežela
Zahodni Berlinčani že od leta 1952 niso smeli več prosto potovati v NDR. Po dolgih pogajanjih pa so le dobili posebne prepustnice, ki so jim ob koncu leta dovoljevale obisk sorodnikov.
Leta 1970 sta Willy Brandt in Erich Honecker poskušala vsaj malo omiliti stroge razmere in meje narediti bolj »propustne«. Dosegla sta, da je NDR nekaterim »neproduktivnim« skupinam ljudi, npr. upokojencem dovolila krajše prehode iz ZRN v bližnje regije NDR. V zameno je NDR zahtevala, da ji ZRN vrne vsakega vzhodnega državljana, ki se ne bi hotel vrniti v državo.
Vzhodnonemška propaganda je postavitev zidu označevala kot protifašistično varovalo, ki bo državo branilo pred vohunstvom, sabotažo, tihotapstvom in agresijo iz zahoda. V resnici pa je NDR te »obrambne mehanizme« uporabljala predvsem proti svojim državljanom.

## Mejni prehodi
Med vzhodom in zahodom je bilo kar nekaj mejnih prehodov:
- Checkpoint Charlie na Friedrichstrasse
- Sonnenallee
- Oberbaumbrücke
- Heinrich-Heine Strasse
- Invalidenstrasse
- Chausseestrasse/Reinickendorfer Strasse
- Bornholmer Strasse on Böserbrücke
- Bahnhof Friedrichstrasse

Mejni prehodi so bili omejeni le na določene skupine. Za tujce je bil tako dodeljen prehod Checkpoint Charlie in Bahnhof Friedrichstrasse. Prehoda Waltersdorfer Chaussee ob schönfeldskem letališču in prehod Heerstrasse sta bila rezervirana za tranzitni promet med NDR in ZRN. Nekateri prehodi niso bili namenjeni za javno uporabo-npr. prehod Berlin-Lichtenrade je bil namenjen le oranžnemu tovornjaku, ki je iz zahoda prevažal odpadke na vzhodno deponijo.
Po padcu Berlinskega zidu leta 1989 so do ponovne združitve leta 1990 na hitro odprli še nekaj prehodov v območju mesta - najbolj znan je bil prehod pri brandenburških vratih.

## Padec zidu
Berlinski zid je padel 9. novembra 1989 po več kot 28 letih obstoja.
Povod so bila množična zborovanja in protesti, zahteve po svobodi potovanja vzhodnih državljanov, množični pobegi iz vzhoda na zahod, deloma preko evropskih prestolnic (npr. Prage) in deloma preko madžarsko-avstrijske meje.
Sprožilec je bila konferenca, na kateri je predstavnik Enotne socialistične partije Nemčije Günter Schabowski govoril o novih pravilih potovanja. Konferenco je prenašala televizija, zato je govor spremljalo veliko ljudi:
Poleg Schabowskega so bili na podiju prisotni še drugi člani centralnega komiteja Enotne socialistične partije Nemčije: Helga Labs, Gerhard Beil, Manfred Banaschak. Schabowski je bral z listka:
»V tujino se bo lahko potovalo, ne da bi bilo potrebno na podlagi posebnih predpostavk zaprositi za dovoljenje. Odobritev bo podeljena takoj. Potovalno vizo bo mogoče pridobiti, ne da bi za to morali navajati posebne razloge. Iz NDR v ZRN bo možno prehajati skozi vse mejne prehode...«
Vprašanje novinarke: »Kdaj se bo to zgodilo?«
Schabowski (listajoč po papirjih): »Kolikor vem, takoj, nemudoma.« (listajoč dalje)
Po tem je več tisoč Berlinčanov hitelo k mejnim prehodom in zahtevalo odprtje. Do takrat obmejna vojska sploh še ni bila obveščena o odprtju mej. Brez posebnega ukaza ali navodila so pod pritiskom množice do enajste ure zvečer že odprli prehod Bornholmer Strasse, kasneje pa še druge prehode v mestu. V poznih večernih urah so ljudje odprtje že lahko spremljali po televiziji in mnogo se jih je tudi odpravilo k prehodom.
Zahodni prebivalci so vzhodnjake lepo sprejeli. Večina gostiln v bližini je delila brezplačno pivo in na Kurfürstendammu se je zbirala množica voznikov, ki so trobili v pozdrav.
Padec Berlinskega zidu je postal viden in pomemben dogodek v svetovni zgodovini, ki so ga za Božič leta 1989 proslavili z ogromnim koncertom.

## Žrtve zidu
V 28 letih obstoja zidu, je pri poskusih pobega umrlo najmanj 240 ljudi. Prvi je umrl tedaj 24-letni Günter Litfin, ki so ga avgusta 1961 v bližini Friedrichstrasse ob poskusu pobega ustrelili pripadniki policije. Najbolj odmeven je bil poskus pobega Petra Fechterja, ki je avgusta 1962 na očeh celotne javnosti izkrvavel do smrti. Zadnja smrtna žrtev je bil Chris Gueffroy februarja 1989.
Po ocenah se je na sodišču v NDR moralo zaradi poskusov pobega zagovarjati okrog 75.000 ljudi. Kazen za poskus pobega je bil največkrat dve leti zapora, če so obtoženci pri pobegu uporabljali orožje, pa je bila najmanjša kazen pet let zapora.

## Sodni proces
Sodni proces proti odgovornim za smrti in ostala dejanja na Berlinskem zidu je trajal do poletja 2004. Med obtoženimi so bili npr. Erich Honecker, Egon Krenz, Erich Mielke, Willi Stoph, Heinz Keßler, Fritz Streletz, Hans Albrecht in Klaus-Dieter Baumgarten. 35 obtožencev je bilo oproščenih, 44 jih je dobilo pogojne kazni, 11 pa jih je dobilo zaporne kazni do sedem let.

## Berlinski zid danes

### Ostanki zidu
Danes je od Berlinskega zidu ostalo le malo. Najbolj znan ostanek stoji med Hauptbahnhof in Oberbaumbrücke. Ta ostanek so leta 1990 zaupali v »oskrbo« East Side Gallery in ga imenovali za državni spomenik. Drugi ostanek zidu je na Niederkirchenstrasse. Ti ostanki niso originalni, ampak so jih na novo zgradili. Na nekaterih mestih še vedno stojijo opazovalni stolpi, npr. v bližini Sonnenallee. Sled, kjer je stal zid, je na nekaterih mestih še vedno dobro vidna. Večinoma tam danes vodi kolesarska steza.
Septembra 2004 je nemška revija Stern izvedla raziskavo, katere rezultati so pokazali, da si 12 % vzhodnih Nemcev in kar četrtina zahodnih Nemcev želi, da bi bil zid ponovno postavljen.

### Muzej
14. junija 1993 so odprli Muzej Checkpoint Charlie v spomin na Berlinski zid. Poleg fotografij in druge dokumentacije si lahko obiskovalci ogledajo tudi posrečene naprave za pobeg: zračne balone, posebne avtomobile, dvigala in celo majhno podmornico.